# Seznam kulturních památek v Zavlekově
Tento seznam nemovitých kulturních památek v obci Zavlekov v okrese Klatovy vychází z  Ústředního seznamu kulturních památek ČR, který na základě zákona č. 20/1987 Sb., o státní památkové péči, vede Národní památkový ústav jako ústřední organizace státní památkové péče. Údaje jsou průběžně upřesňovány, přesto mohou obsahovat i řadu věcných a formálních chyb a nepřesností či být neaktuální. 
Pokud byly některé části dotčeného území vyčleněny do samostatných seznamů, měly by být odkazy na tyto dílčí seznamy uvedeny v úvodu tohoto seznamu nebo v úvodu příslušné sekce seznamu.

## Zavlekov
|  | Kategorie „Zavlekov (castle) “ na Wikimedia Commons | Hledat fotografie a kategorie ve Wikimedia Commons podle rejstříkového čísla památky | Nahrát snímek k tomuto tématu do úložiště Wikimedia Commons |  |

|  | Kategorie „Zavlekov (granary) “ na Wikimedia Commons | Hledat fotografie a kategorie ve Wikimedia Commons podle rejstříkového čísla památky | Nahrát snímek k tomuto tématu do úložiště Wikimedia Commons |  |

|  | Kategorie „Church of Holy Trinity (Zavlekov) “ na Wikimedia Commons | Hledat fotografie a kategorie ve Wikimedia Commons podle rejstříkového čísla památky | Nahrát snímek k tomuto tématu do úložiště Wikimedia Commons |  |

|  |  | Hledat fotografie a kategorie ve Wikimedia Commons podle rejstříkového čísla památky | Nahrát snímek k tomuto tématu do úložiště Wikimedia Commons |  |

## Plichtice
| Památka                  | Fotografie        | Rejstříkové číslo v ÚSKP                                                             | Sídelní útvar                                               | Poloha                                                    | Popis a poznámky |
| ------------------------ | ----------------- | ------------------------------------------------------------------------------------ | ----------------------------------------------------------- | --------------------------------------------------------- | --- |
| Pamětní kříž (Q38048020) | \| \| \| \| \| \| | 41498/4-3242 Pam. katalog MIS                                                        | Plichtice                                                   | u čp. 34, pp. 867/1 49°21′12,47″ s. š., 13°30′12,5″ v. d. | Zhruba 4 metry vysoký pískovcový kříž na přední straně pokrytý primitivními plochými reliéfy (tesaný kříž, srdce, váza se stromem), původně s litinovým korpusem Krista. Pozoruhodný příklad drobné lidové památky z poslední třetiny 19. století, v kraji zcela ojedinělý. Památkově chráněno od 26. března 1964. |
|                          |                   | Hledat fotografie a kategorie ve Wikimedia Commons podle rejstříkového čísla památky | Nahrát snímek k tomuto tématu do úložiště Wikimedia Commons |                                                           | |

## Skránčice
| Památka                           | Fotografie        | Rejstříkové číslo v ÚSKP                                                             | Sídelní útvar                                               | Poloha                                                                                  | Popis a poznámky |
| --------------------------------- | ----------------- | ------------------------------------------------------------------------------------ | ----------------------------------------------------------- | --------------------------------------------------------------------------------------- | --- |
| Pomník Rudolfa Mayera (Q38095644) | \| \| \| \| \| \| | 14053/4-3285 Pam. katalog MIS                                                        | Skránčice                                                   | křižovatka silnic Klatovy – Horažďovice – Hnačov 49°20′54,11″ s. š., 13°28′22,44″ v. d. | Pomník Rudolfa Mayera ve tvaru monolitického kříže na zděné podezdívce. V horní části kříže je reliéfní poprsí básníkovo, z boku příčných ramen zdobený prstencem. Uprostřed křížení je plastický nápis. Patu kříže tvoří obdélný kvádr z tvrdého kamene na zděné podezdívce. Památkově chráněno od 26. března 1964. |
|                                   |                   | Hledat fotografie a kategorie ve Wikimedia Commons podle rejstříkového čísla památky | Nahrát snímek k tomuto tématu do úložiště Wikimedia Commons |                                                                                         | |